# Liste de jeux vidéo Dune
La liste de jeux vidéo Dune  répertorie les jeux vidéo basés sur l'univers de univers de Dune.

## Jeux
| Année | Titre                            | Développeur                           | Genre                                                   | Plate-forme (originale — adaptations) |
| ----- | -------------------------------- | ------------------------------------- | ------------------------------------------------------- | ------------------------------------- |
| 1992  | Dune                             | Cryo Interactive                      | Aventure en pointer-et-cliquer, Stratégie en temps réel | DOS, Amiga, Mega-CD                   |
| 1992  | Dune II : La Bataille d’Arrakis  | Westwood Studios                      | Stratégie en temps réel                                 | DOS, Amiga, Mega Drive                |
| 1998  | Dune 2000                        | Westwood Studios et Intelligent Games | Stratégie en temps réel                                 | Windows, PlayStation                  |
| 2001  | Empereur : La Bataille pour Dune | Westwood Studios                      | Stratégie en temps réel                                 | Windows                               |
| 2001  | Frank Herbert’s Dune             | WideScreen Games                      | Action-aventure                                         | Windows, PlayStation 2                |
| 2022  | Dune: Spice Wars                 | Shiro Games                           | Stratégie en temps réel                                 | Windows                               |
| 2025  | Dune: Awakening                  | Funcom                                | MMO, survie                                             | Windows, PlayStation 5, Xbox Series   |

## Jeux annulés
Plusieurs projets de jeux dans l’univers de Dune ont été annulés.
Le premier a été Dune Generations, un MMORTS sur PC annulé en 2002 à la suite de la mise en liquidation judiciaire du studio Cryo Interactive,.
Le second projet annulé portait le nom de Frank Herbert’s Dune: Ornithopter Assault développé par le studio hongrois Soft Brigade et qui devait être édité par Cryo. Il s’agissait d’un jeu d’action qui aurait dû sortir sur Game Boy Advance.

## Jeux web et clins d'oeil
En 2019 sort un jeu point and click directement jouable par navigateur qui reprend les mécanismes du premier jeu Dune sorti en 1992 (https://dune-empereur-jeu.fr). L'action se situe 3000 ans après les événements relatés dans le premier opus de Dune et le joueur y incarne le plus fidèle serviteur de l'Empereur-dieu de Dune, LETO II, fils de Paul Atréides.